# Elefante nella stanza

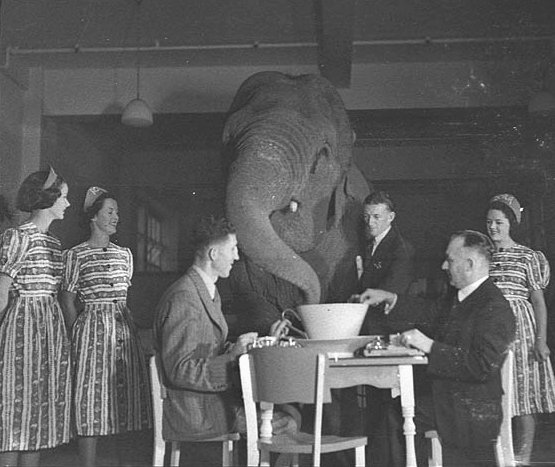
L'elefante nella stanza metaforico rappresenta un argomento o una situazione di cui gli interlocutori sono a conoscenza ma sono in qualche modo reticenti a discuterne

Elefante nella stanza (in inglese elephant in the room) è un'espressione tipica della lingua inglese per indicare una verità che, per quanto ovvia e appariscente, viene ignorata o minimizzata. L'espressione si riferisce cioè ad un problema molto noto ma di cui nessuno vuole discutere, oppure ad un particolare elemento di tale problema. 
L'idea di base è che un elefante dentro una stanza sarebbe impossibile da ignorare; quindi, se le persone all'interno della stanza fanno finta che questo non sia presente, la ragione è che così facendo sperano di evitare un problema più che palese. Questo atteggiamento è tipicamente adottato in presenza di tabù sociali o di situazioni imbarazzanti.
Il primo uso attestato della frase, in qualità di similitudine, è registrato nell'Oxford English Dictionary, che rimanda ad un articolo del New York Times del 20 giugno 1959: «Finanziare le scuole è diventato un problema più o meno uguale ad avere un elefante in salotto. È così grande che non si può semplicemente ignorarlo».